# Ett päron till farsa i Las Vegas
Ett päron till farsa i Las Vegas (engelska: Vegas Vacation) är en amerikansk komedifilm från 1997 i regi av Stephen Kessler med Chevy Chase i huvudrollen som Clark Griswold. Filmen hade biopremiär i USA den 14 februari 1997.
Filmen är den fjärde i filmserien Ett päron till farsa. Tidigare filmer är Ett päron till farsa! (1983), Ett päron till farsa på semester i Europa (1985) och Ett päron till farsa firar jul (1989). Efterföljande film är Ett päron till farsa: Nästa generation (2015).

## Handling
Familjen Griswold ska bege sig till Las Vegas för att semestra. I en stad av möjligheter gör familjen allt för att ha en så perfekt semester som möjligt, men som vanligt så lyckas familjen ställa till det för sig.

## Rollista i urval
| Chevy Chase       | – Clark Griswold                                     |
| Beverly D'Angelo  | – Ellen Griswold                                     |
| Randy Quaid       | – Kusin Eddie                                        |
| Ethan Embry       | – Russell "Rusty" Griswold                           |
| Marisol Nichols   | – Audrey Griswold                                    |
| Miriam Flynn      | – Kusin Catherine                                    |
| Shae D'Lyn        | – Kusin Vicki                                        |
| Juliette Brewer   | – Kusin Ruby Sue                                     |
| Wallace Shawn     | – Marty the Blackjack dealer                         |
| Julia Sweeney     | – receptionist på Mirage                             |
| Wayne Newton      | – sig själv                                          |
| Siegfried & Roy   | – sig själva                                         |
| Sid Caesar        | – Mr. Ellis                                          |
| Jerry Weintraub   | – "Gilly from Philly"                                |
| Christie Brinkley | – "tjejen i den röda Ferrarin" (cameo utan repliker) |